# Polyschisis
Polyschisis is een kevergeslacht uit de familie van de boktorren (Cerambycidae). De wetenschappelijke naam van het geslacht werd voor het eerst geldig gepubliceerd in 1833 door Audinet-Serville.

## Soorten
Polyschisis omvat de volgende soorten:
- Polyschisis hirtipes (Olivier, 1792)
- Polyschisis melanaria White, 1853
- Polyschisis rufitarsalis Waterhouse, 1880
- Polyschisis tucumana Di Iorio, 2003